# Bilszowyk Kijów
Bilszowyk Kijów (ukr. ФК «Більшовик» Київ) – ukraiński klub piłkarski z siedzibą w stolicy kraju, mieście Kijów, działający w latach 1934–1991.

## Historia
Chronologia nazw:
- 1934: Zakład Bilszowyk Kijów (ukr. «Завод Більшовик» Київ, ros. «Завод Большевик» Киев)
- 23.06.1936: Awanhard Kijów (ukr. «Авангард» Київ, ros. «Авангард» Киев)
- 1954: Torpedo Kijów (ukr. «Торпедо» Київ, ros. «Торпедо» Киев)
- 1959: Bilszowyk Kijów (ukr. «Більшовик» Київ, ros. «Большевик» Киев)
- 1991: klub rozwiązano

Piłkarska drużyna Zawod Bilszowyk lub Zawod Bolszewik (ros. «Завод Большевик» Киев) została założona w Kijowie i reprezentowała miejscowy Zakład "Bilszowyk". W 1935 roku zespół startował w Klasie A mistrzostw Kijowa. 23 czerwca 1936 roku w związku z przejściem na zarządzanie sportem przez związki zawodowe i utworzeniem ochotniczego towarzystwa sportowego "Awanhard", które zrzeszało pracowników przemysłu budowy maszyn ciężkich klub zmienił nazwę na Awanhard i startował w rozgrywkach Pucharu ZSRR.
Od 1954 do 1958 nosił nazwę Torpedo, a potem przyjął historyczną nazwę Bilszowyk.
W 1964, 1967 i 1978 również zdobył Puchar Ukraińskiej SRR.
Występował tylko w rozgrywkach lokalnych oraz od 1983 w rozgrywkach Mistrzostw Ukraińskiej SRR spośród drużyn amatorskich.
Po rozpadzie ZSRR klub został rozwiązany.

## Sukcesy
- 1/32 finału Pucharu ZSRR: 1936
- Zdobywca Pucharu Ukraińskiej SRR: 1964, 1967, 1978

## Inne
- Arsenał Kijów
- Dynamo Kijów